# Asiatisk simrall
Asiatisk simrall (Heliopais personatus) är en utrotningshotad asiatisk fågel, en av tre arter i familjen simrallar inom ordningen tran- och rallfåglar.

## Kännetecken
Simrallar är en liten familj med tillbakadragna vattenlevande fåglar nära släkt med rallar. Den består av tre arter i tre olika släkten som förekommer på var sin kontinent.
Asiatisk simrall är en relativt stor fågel med en kroppslängd på 52-54,5 centimeter. Hanar har grå hätta och nacke medan strupe och hals är svarta inramade med vitt. Näbben är tjock och gul med ett litet utstickande horn längst in på övernäbben. Undersidan är vit, flanker och undre stjärttäckare bruna, ben och fötter starkt gröna och ögonen bruna. 
Honan har vit strupe och hals, saknar horn och har gula ögon. Lätet är ett högfrekvent bubblande ljud som hörs under parningsceremonier, möjligen följt av ett antal kluckande ljud.

## Utbredning och systematik
Asiatisk simrall placeras som enda art i släktet Heliopais. Fågeln förekommer i södra Bangladesh (Sundarbans), nordöstra Indien (östra Arunachal Pradesh, östra Assam och södra Assam Hills), Myanmar, Laos, Kambodja och Vietnam, med osäker status i södra Thailand, Malaysia och Sumatra. Den behandlas som monotypisk, det vill säga att den inte delas in i några underarter.

## Ekologi
Fågeln ses i floder i låglänta skogar, men har också påträffats i våtmarker både i inlandet och vid kusten. I Sundarbans i Bangladesh är alla fynd från söt- och bräckvatten och inga från saltvattensområden. Den har setts fånga sötvattensräkor, stora skalbaggar och småfisk, men intar huvudsakligen insekter som den plockar från den överhängande vegetationen. Arten är generellt mycket tillbakadragen och skygg, men verkar vara väldigt tam när den ruvar, vilket gör den sårbar.

## Status
Asiatisk simrall har en mycket liten och krympande världspopulation, uppskattad till endast mellan 108 och 304 vuxna individer. Internationella naturvårdsunionen IUCN kategoriserar den därför som akut hotad. Arten hotas av habitatförstörelse av våtmarker och framför allt låglänt flodlandskap i Asien.

## Bilder

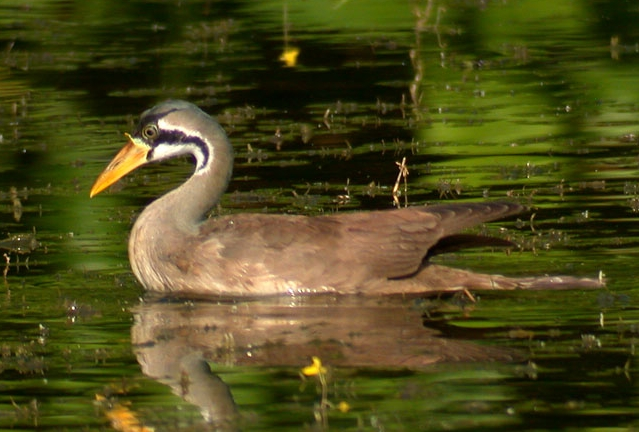
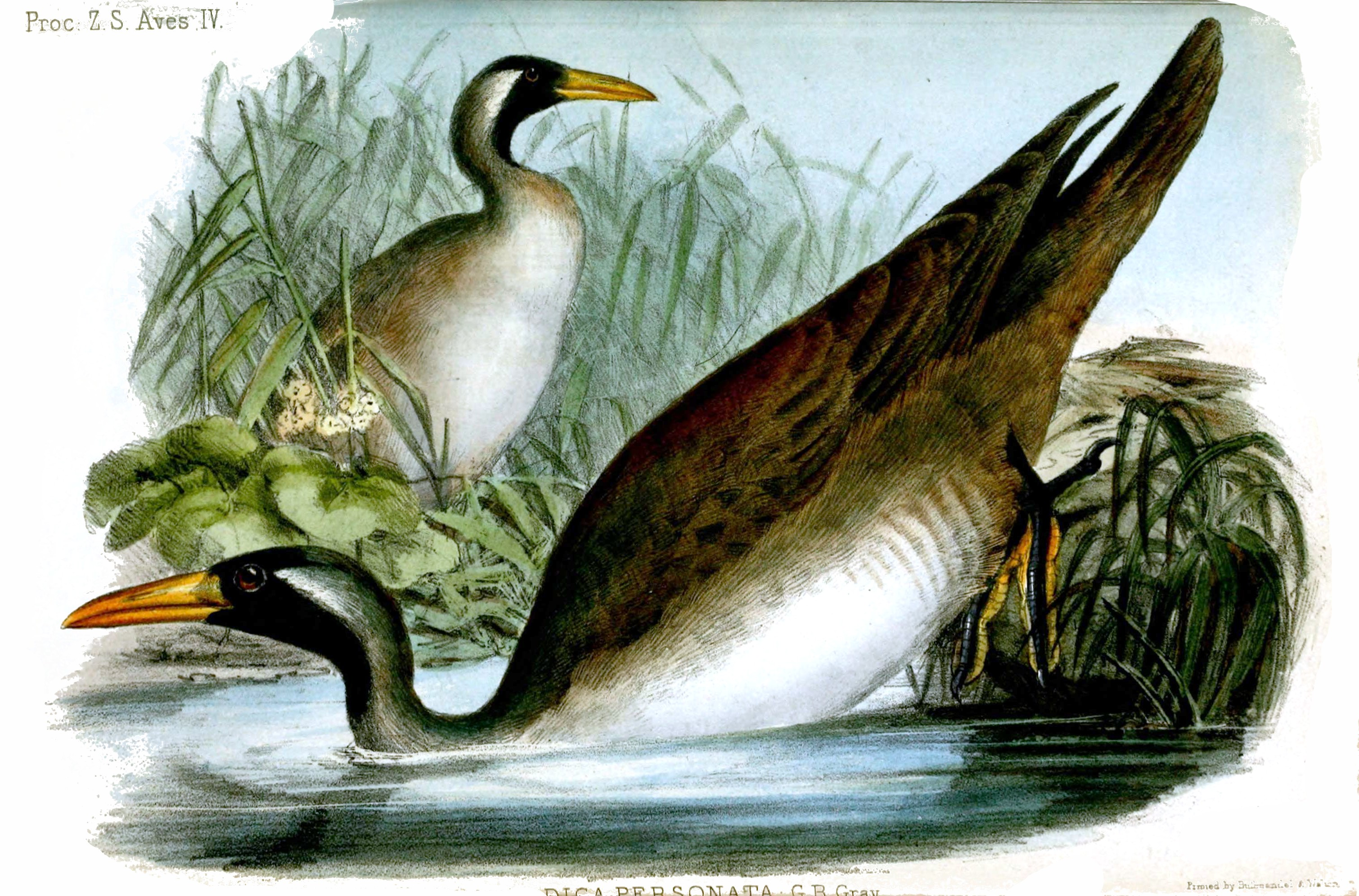